# Sphaerophysa
Sphaerophysa là một chi thực vật có hoa trong họ Đậu. Nó thuộc phân họ Faboideae.

## Các loài
Chi này được ghi nhận có hai loài.
- Sphaerophysa kotschyana là loài đặc hữu của vùng Tiểu Á.[2]
- Sphaerophysa salsula là loài thực vật châu Á hiện được trồng nhiều trên thế giới.

## Hình ảnh

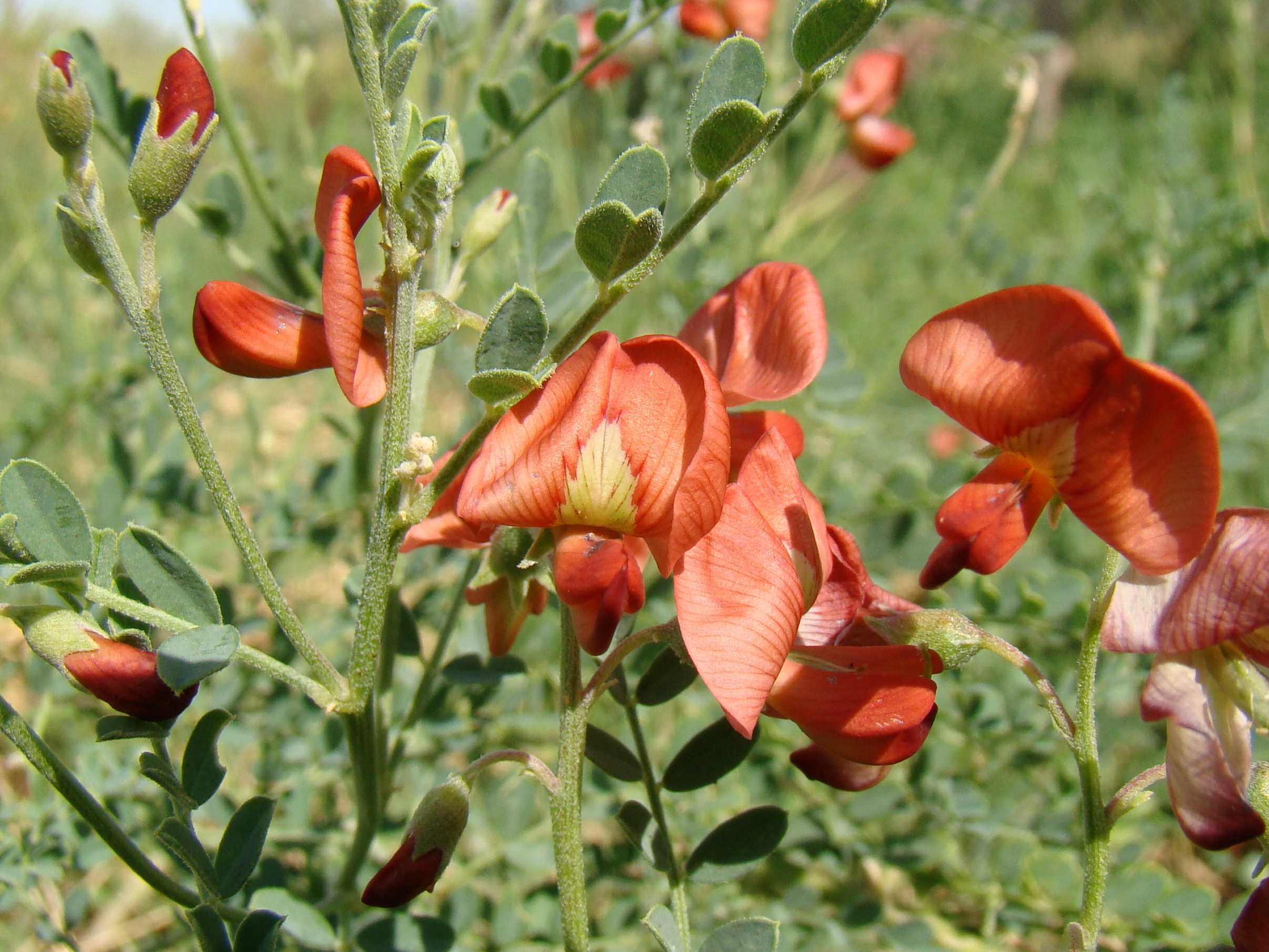
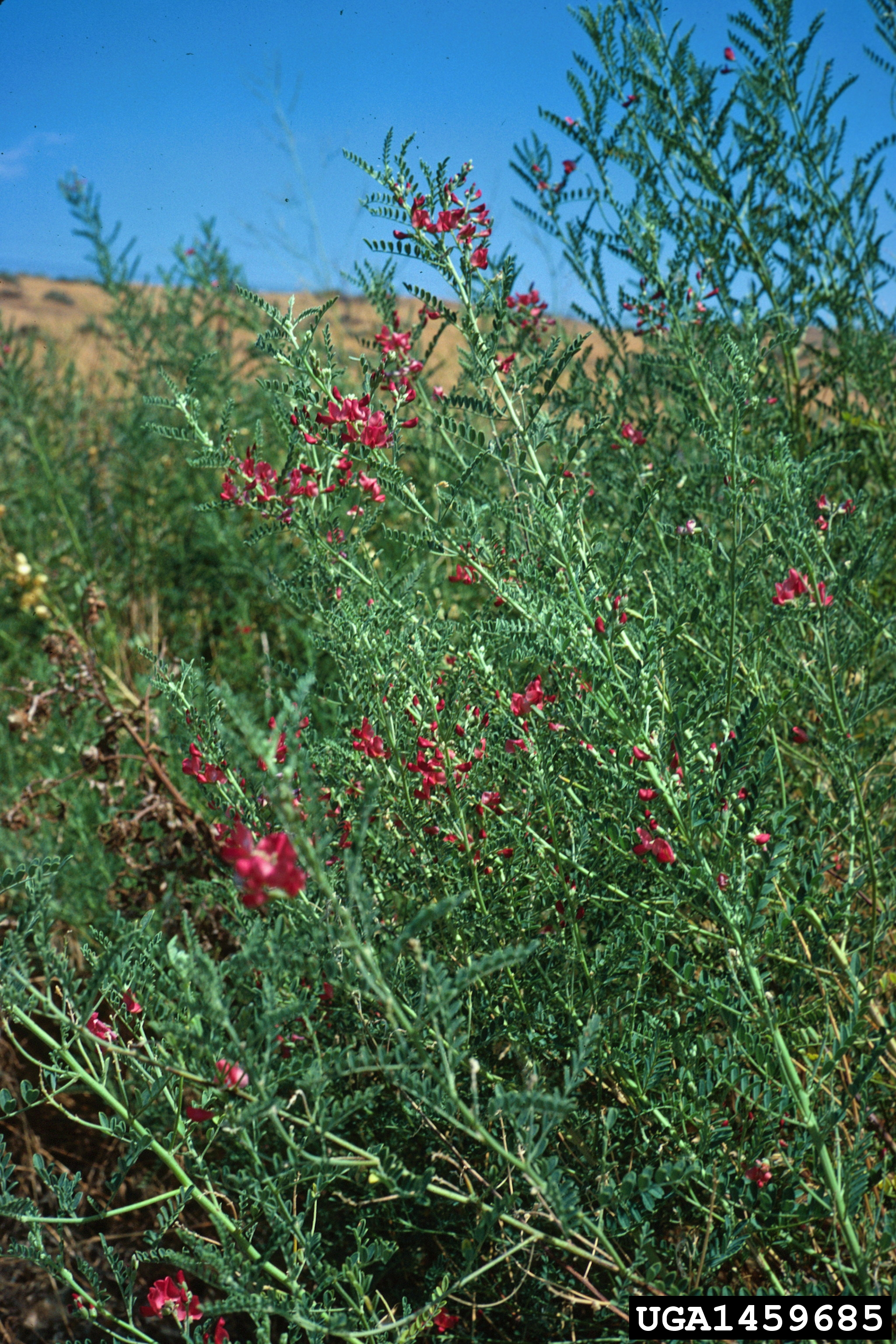
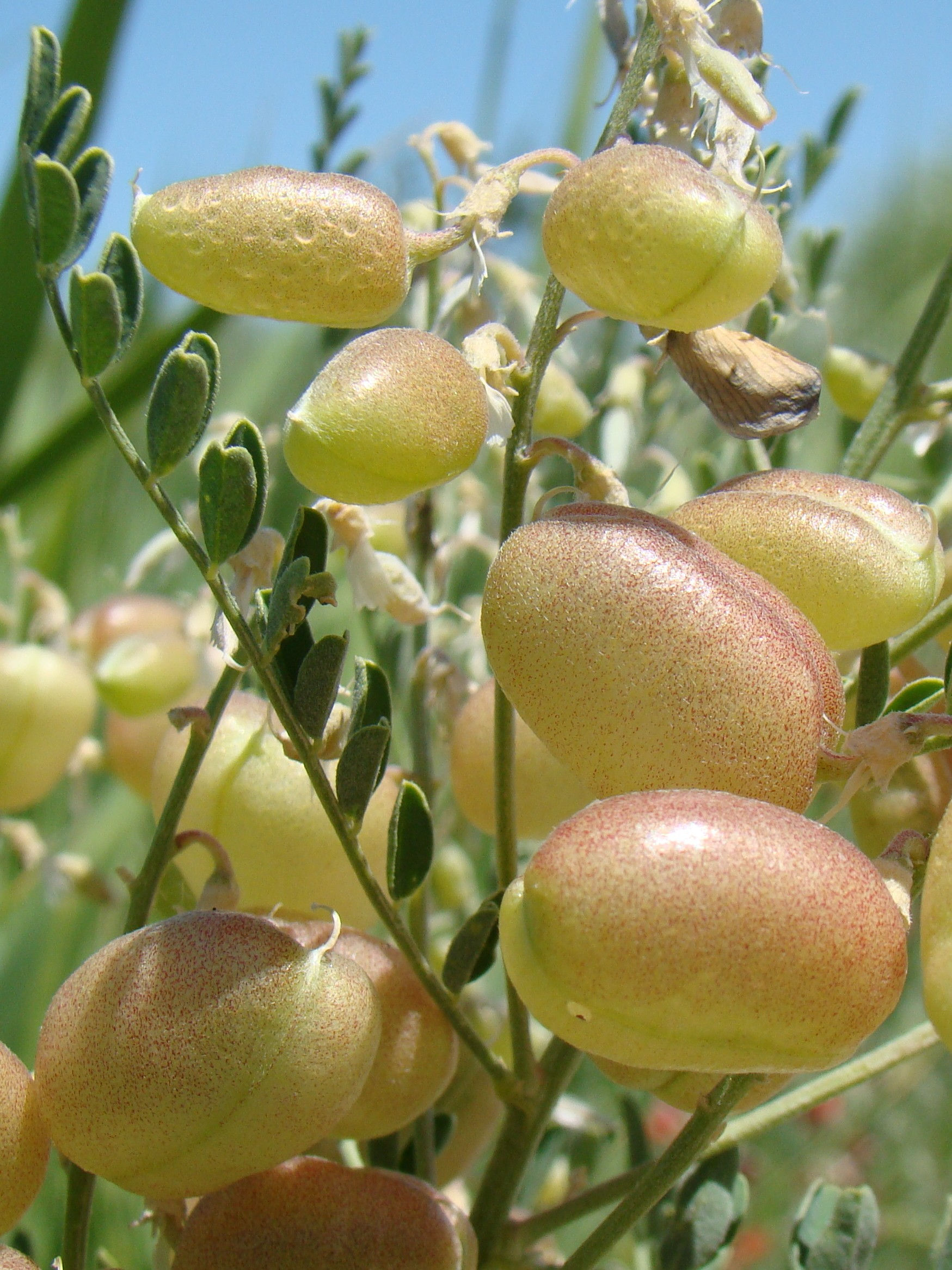